# Scymnodalatias
Genre
Scymnodalatias est un genre de requins.

## Liste d'espèces
Selon ITIS:
- Scymnodalatias sherwoodi (Archey, 1921) - Squale-grogneur chien

Selon FishBase:
- Scymnodalatias albicauda  Taniuchi et Garrick, 1986 - Squale grogneur à queue blanche
- Scymnodalatias garricki  Kukuyev et Konovalenko, 1988 - Squale grogneur des Açores
- Scymnodalatias oligodon  Kukuyev et Konovalenko, 1988
- Scymnodalatias sherwoodi  (Archey, 1921) - Squale-grogneur chien

## Référence
- Garrick : Studies on New Zealand Elasmobranchii. Part V. Scymnodalatias n. g. Based on Scymnodon sherwoodi Archey, 1921 (Selachii). Transactions of the Royal Society of New Zealand 83-3 pp 555-571.